# 甘薯双羽爪節蜱科
甘薯双羽爪節蜱科（学名：Diptacus ipomoeae）为双羽爪節蜱科双羽爪節蜱屬下的一个种。